# The Sword of Forever
The Sword of Forever es una novela original de Jim Mortimore que presenta a la arqueóloga ficticia Bernice Summerfield (ISBN 0-426-20526-X). Las New Adventures fueron un derivado de la serie de televisión británica de ciencia ficción Doctor Who.

## Sinopsis
Bernice encuentra su propio ADN en el estómago de un dinosaurio momificado. Junto con Patience, un velociraptor sensible, viaja siempre hacia atrás en el tiempo. Ella se topa con la 'Sword Of Forever', un objeto que fácilmente podría demoler mundos enteros.
La historia se basa en teorías de conspiración en torno a los Caballeros Templarios, el Arca de la Alianza, etc. También se basa en las representaciones anteriores de New Adventures de una tierra futura.